# كاي كريستيانسين
كاي فريدريك كريستيانسين (بالدنماركية: Kaj Christiansen) (19 مارس 1921 في فانلوسي) لاعب كرة قدم دانمركي معتزل كان يجيد اللعب في مركز المهاجم .
بدأ كريستيانسين مسيرته الرياضية في نادي كفوم سنة 1939 وبعد تنقله في عدة أندية قرر الاحتراف خارج الدانمارك ووافق على الانضمام في سنة 1948 إلى نادي فرنسا ثم إلى نادي لوهافر سنة 1949 ثم إلى نادي ليون سنة 1952 وأخيرا إلى نادي غرونوبل سنة 1954 . قرر كريستيانسين اعتزل لعب كرة القدم في سنة 1955 .
شارك مع منتخب الدانمارك في 5 مباريات وسجل 6 أهداف في الفترة من 1943 إلى 1948 .
بعد الاعتزال اتجه إلى مهنة التدريب ودرب عدة أندية دانمركية وقاد نادي رانديرز فريجا إلى تحقيق بطولة كأس الدانمارك سنة 1967 .

## روابط خارجية
- كاي كريستيانسين على موقع قاعدة بيانات كرة القدم.إي يو (الإنجليزية)
- كاي كريستيانسين على موقع عالم كرة القدم.نت (الإنجليزية)